# Louis Ferdinand Grebe
Louis Ferdinand Grebe (* 13. Januar 1811 in Mariendorf im Landkreis Kassel; † 17. April 1886 in Bredelar im Hochsauerlandkreis) war ein deutscher Forstmeister.

## Leben
Louis Ferdinand Grebe entstammte einer nordhessischen Familie, die erstmals im 17. Jahrhundert in Grebenstein nachgewiesen wird und aus der zahlreiche Persönlichkeiten mit Bezug zur Jagd und zur Forstwirtschaft hervorgegangen sind. Er war ein Sohn des hessischen Revierförsters Ludwig Grebe (1767–1844) und dessen Ehefrau Margarethe Neutze († 1842). Ebenso wie sein jüngerer Bruder Carl (1816–1890) machte er bei seinem Vater eine Forstlehre und kam 1834/1835 nach seinem Militärdienst in einem kurhessischen Jägerbataillon an die Forstlehranstalt Melsungen.
1837 wurde er Forstakzessist und Taxationsinspektor bei der Forstinspektion Habichtswald in Kassel. Nach 11-jähriger Tätigkeit wechselte er als Revierförster in die Forstreviere Sielen und Heisebeck, die beide zur Oberförsterei Gottsbüren gehörten.

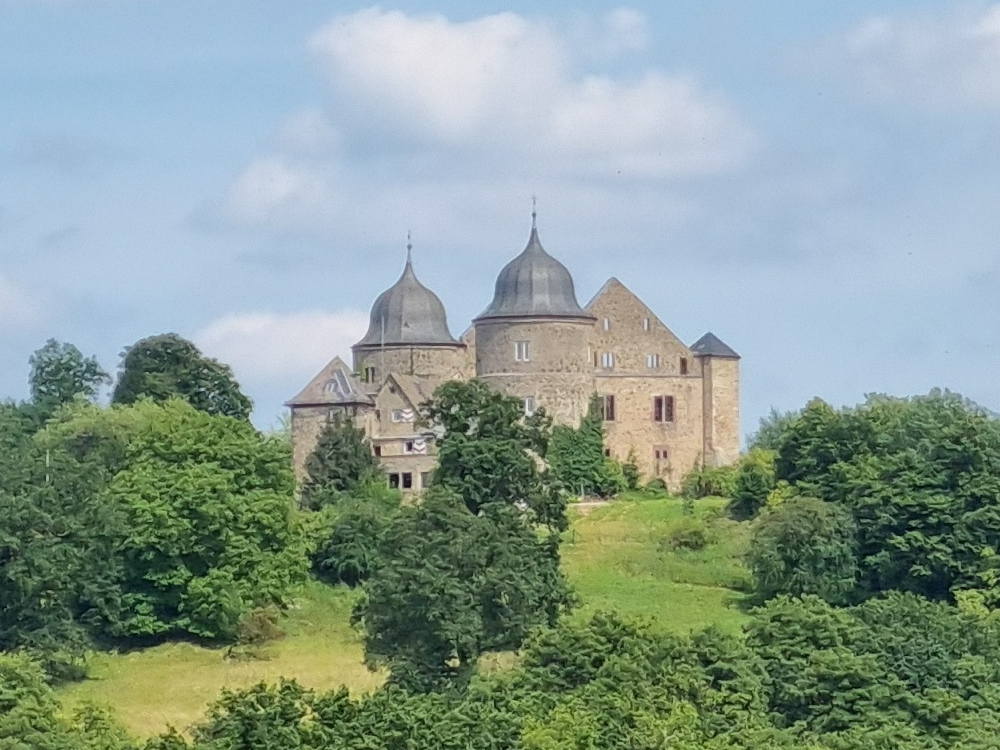
Sababurg in Gottsbüren, Sitz der Oberförsterei

Mit dem Wegfall der Oberförstereien und der Neuorganisation der Forstinspektionen im Jahre 1851 kam das Revier Heisebeck zur Forstinspektion Veckerhagen. Als Revierförster war Grebe legitimiert, in Eilfällen als öffentlicher Ankläger in forstlichen Strafverfahren aufzutreten.
1861 wurde er Forstrat und Direktor der Forstlehranstalt Melsungen.

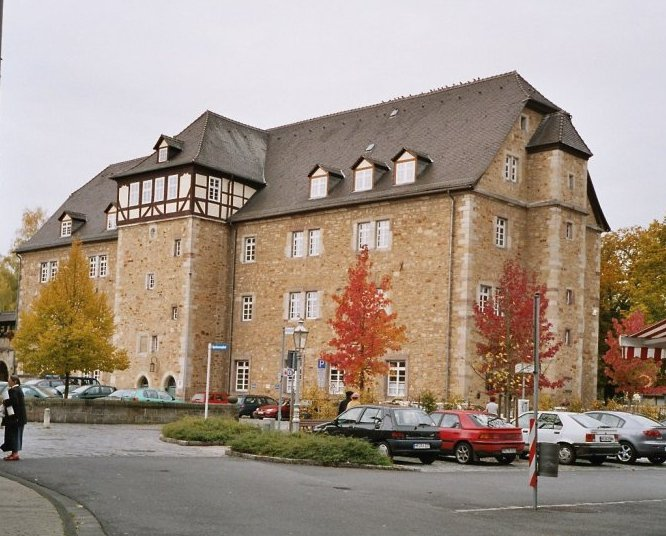
Schloss Melsungen, von 1825 bis 1868 Sitz der Forstlehranstalt

Nach der Annexion des Landes Hessen durch Preußen im Jahre 1866 wurde die Lehranstalt 1868 geschlossen und durch die Königlich Preußische Forstakademie Hannoversch Münden abgelöst und Grebe mit der Abwicklung der Übertragung beauftragt.
Von 1868 bis 1881 war Grebe als Königlich Preußischer Forstmeister in der Forstverwaltung der Bezirksregierung Kassel tätig.
Er war Mitglied im Verein für Hessische Geschichte und Landeskunde.

### Familie
Grebes erste Ehefrau Marianne Kratz verließ ihn und „brannte durch“ mit einem anderen Mann nach Amerika. Die Ehe wurde 1849 in Kassel geschieden.
Am 20. Dezember 1849 heiratete er in Veckerhagen Marianne (Marie) Mergell (1830–1892, Tochter des in Verckerhagen tätigen Oberförsters Carl Mergell).
Aus der Ehe sind die Kinder Fritz (1850–1924, Landschaftsmaler), Carl Louis (1852–1922, Forstmeister) und Anna Josephine (* 1852, ∞ Albert Ulrich, Baurat) hervorgegangen.
Grebe verstarb, als er zu Besuch bei seinem Sohn Carl Louis in Bredelar weilte, der dort als Oberförster tätig war.

### Auszeichnungen
- 1. Oktober 1881 Roter Adlerorden IV. Klasse